# Odete Semedo
Maria Odete da Costa Semedo (Bissau, 7 de novembre de 1959) és una escriptora, política i investigadora de Guinea Bissau.
Llicenciada em Llengües i Literatures Modernes per la Faculdade de Ciências Sociais e Humanas de la Universitat Nova de Lisboa, fou presidenta de la Comissió Nacional per la UNESCO - Bissau.
Va fundar la Revista de Letras, Artes e Cultura Tcholona, on va publicar un llibre de poemes Entre o Ser e o Amar, a Bissau (1996), on explora el bilingüisme del seu país en publicar els poemes en português i kriol.
Fou ministra d'educació de juny de 1996 a març de 1999, i ministra de Salut de 2004 a 2005. Actualment és investigadora, a la capital guineana, de l' Instituto Nacional de Estudos e Pesquisas, per les àrees d'Educació i Formació. El juliol de 2014 fou nomenada novament Ministra d'Educació Nacional de Guinea Bissau.

## Obra
- Entre o Ser e o Amar (1996)
- Histórias e passadas que ouvi contar (2003)
- No Fundo Do Canto (2007)
- Guiné-Bissau - Historia, Culturas, Sociedade e Literatura (2010)
- Literaturas da Guiné-Bissau - Cantando os escritos da história (2011)